# Йорк (округ, Виргиния)
Округ Йорк (англ. York County) располагается в США, штате Виргиния. По состоянию на 2010 год, численность населения составляла 65 464 человек.

## География
По данным Бюро переписи США, общая площадь округа равняется 557 км², из которых 272 км² суша и 285 км² или 51,3% это водоёмы.

### Соседние округа
- Глостер (Виргиния) — северо-восток
- Матьюс (Виргиния) — восток
- Нортгемптон (Виргиния) — восток
- город Покосон (Виргиния) — юго-восток
- город Хамптон (Виргиния) — юг
- город Ньюпорт-Ньюс (Виргиния) — юго-запад
- Джеймс-Сити (Виргиния) — запад
- город Уильямсберг (Виргиния) — запад

## Демография
По данным переписи населения 2000 года в округе проживает 56 297 жителей в составе 20 000 домашних хозяйств и 15 880 семей. Плотность населения составляет 206 человек на км². На территории округа насчитывается 20 701 жилых строений, при плотности застройки 76 строений на км². Расовый состав населения: белые - 76,4%, афроамериканцы - 13,4%, коренные американцы (индейцы) - 0,4%, азиаты - 4,9%, гавайцы - 0,2%, представители других рас - 1,4%, представители двух или более рас - 3,4%. Испаноязычные составляли 4,4% населения.
В составе 42,20 % из общего числа домашних хозяйств проживают дети в возрасте до 18 лет, 67,30 % домашних хозяйств представляют собой супружеские пары проживающие вместе, 9,40 % домашних хозяйств представляют собой одиноких женщин без супруга, 20,60 % домашних хозяйств не имеют отношения к семьям, 16,70 % домашних хозяйств состоят из одного человека, 5,40 % домашних хозяйств состоят из престарелых (65 лет и старше), проживающих в одиночестве. Средний размер домашнего хозяйства составляет 2,78 человека, и средний размер семьи 3,15 человека.
Возрастной состав округа: 29,10 % моложе 18 лет, 6,60 % от 18 до 24, 30,70 % от 25 до 44, 24,40 % от 45 до 64 и 9,10 % от 65 и старше. Средний возраст жителя округа 36 лет. На каждые 100 женщин приходится 96,50 мужчин. На каждые 100 женщин старше 18 лет приходится 93,50 мужчин.
По данным на 2010 год средний доход на домохозяйство в округе составлял 84 167 USD. Среднестатистический заработок мужчины был 42 948 USD против 28 713 USD для женщины. Доход на душу населения был 36 755 USD. Около 2,70% семей и 3,50% общего населения находились ниже черты бедности, в том числе - 3,90% молодежи (тех кому ещё не исполнилось 18 лет) и 3,80% тех кому было уже больше 65 лет.